# Céva

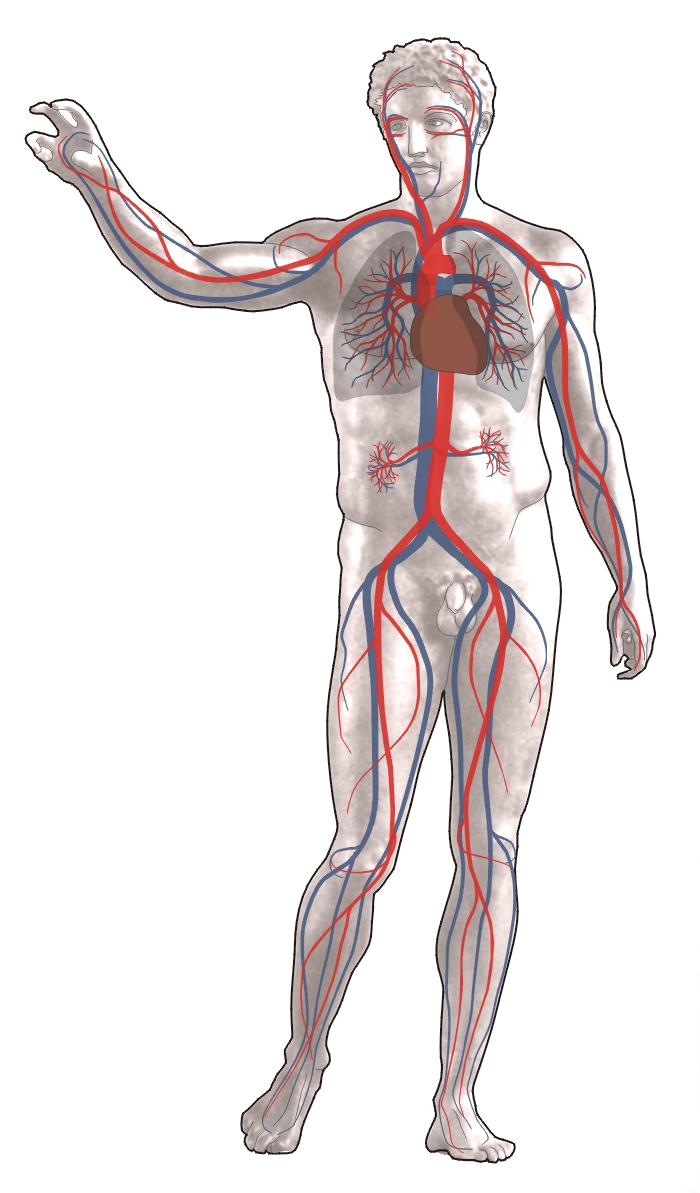
Systém cév v těle

Céva je trubicovitý útvar, který u živočichů rozvádí po těle tělní tekutiny (krev, mízu). Cévy však najdeme také u rostlin, kde tvoří vodivé pletivo. V tomto článku jsou popsány cévy se zaměřením na savce (člověka). Další informace lze nalézt v článku oběhová soustava. Cévy zkoumá medicínský obor zvaný angiologie.

Schéma tepny (se silnou vrstvou svaloviny), vlásečnic (zde dochází k výměně látek s tkáněmi) a žíly (včetně chlopně zabraňující zpětnému toku krve). Tepny se do anatomických schémat obvykle kreslí červeně, žíly modře.

## Krevní cévy
Krevní cévy rozvádějí po těle živočichů krev. Dělí se na:
- tepny (artérie),
- vlásečnice (kapiláry),
- žíly (vény).

### Tepny
Tepny (artérie) jsou cévy, které vedou krev směrem od srdce. Vnitřní povrch je vystlán jednovrstevným epitelem. Vnější vrstvu tvoří silná a pružná vazivová tkáň, která dále obsahuje vlákna hladké svaloviny.
Největší vnitřní průměr (asi 25 mm) má srdečnice (aorta). Větvením klesá průměr tepen až na 1 mm. Větvením těchto tepen vznikají tepénky (arterioly), jejichž vnitřní průměr je asi 20 μm. Tepny vycházející přímo ze srdce mají velmi pružné stěny. To jim umožňuje pojmout množství krve vypuzené při stahu (systole) srdečních komor. Pružné stěny pak tuto vlnu posouvají dále, v srdečnici rychlostí asi 30 cm/s.
Svalovina v tenkých tepnách a tepénkách reguluje stažením (vazokonstrikce) nebo rozšířením (vazodilatace) průsvitu cévy průtok krve orgány dle potřeby organismu. Je inervována vegetativními nervy. Ve stěnách srdečnice a krkavice se nacházejí baroreceptory –⁠ receptory, které registrují napětí jejich stěn. Překročení určité hranice vede k podráždění cévohybného (vazomotorického, kardiovaskulárního) centra v prodloužené míše, které způsobí reflexivní pokles krevního tlaku utlumením srdeční činnosti a snížením napětí hladké svaloviny tepének.

### Vlásečnice
Vlásečnice (kapiláry) jsou tenkostěnné a jemné cévy, které propojují tepny (artérie) a žíly (vény). Všechny funkce krve se dějí ve vlásečnicích (v těle jich je asi 40 miliard s celkovou funkční plochou zhruba 1000 m2. Jejich průměr se pohybuje mezi 5 a 20 μm a délka kolem 0,5 mm. Krev v nich proudí rychlostí asi 0,5 mm/sec. V těle nejsou rozloženy rovnoměrně. Na začátku vlásečnicí prostupuje tekutina obsahující kyslík a živiny z krve do mezibuněčného prostoru. Na konci vlásečnice se do krve vrací tekutina obsahující zplodiny metabolismu.

### Žíly
Žíly (vény) jsou cévy, které vedou krev směrem k srdci. Vlásečnice se spojují v drobné žilky a ty pak dále do stále větších žil. Do pravé srdeční síně pak vstupují dvě hlavní žíly: horní (vena cava superior) a dolní dutá žíla (vena cava inferior). S tím, jak se průsvit žil zmenšuje, stoupá rychlost průtoku krve v nich a blíží se rychlosti krve v srdečnici.
Stavbou jsou žíly podobné tepnám, mají však tenčí a poddajnější stěny, ve stěnách mají méně svalových vláken a v žílách dolních končetin jsou kapsovité chlopně, které usměrňují tok krve.
Proudění krve napomáhají také stahy svalů a v hrudníku podtlak, který vzniká při nádechu. Pokud dojde k isometrickému stažení svalu (stav, kdy sval nemění při zatížení délku), hromadí se krev v žilách a ty vystupují pod povrchem kůže (jev, kterého využívají kulturisté apod.).
Pokud krev špatně odtéká z dolních končetin, může díky hydrostatickému tlaku krve v žílách dojít k oslabení a následnému vydutí stěny žíly, které je pod kůží vidět. Tak vznikají tzv. křečové žíly (varixy), které se mohou stát zdrojem zánětlivých procesů. Náchylnost ke vzniku křečových žil je dána geneticky a také druhem vykonávané činnosti. Jsou to povolání, kde se převážnou část pracovní doby postává –⁠ prodavači za pultem, kadeřnice apod.

## Mízní cévy
Mízní cévy sbírají po těle živočichů mízu (lymfu). Dělí se na:
- mízní vlásečnice,
- mízní cévy,
- mízní kmeny.

### Mízní vlásečnice
Mízní vlásečnice začínají slepými výběžky. Najdeme je s výjimkou mozku, míchy, chrupavky a oční koule ve všech orgánech. Stavbu mají shodnou s krevními vlásečnicemi –⁠ jsou tvořeny jednovrstevným epitelem.
Mízní vlásečnice odvádějí z tkání přebytečný tkáňový mok a látky, které neprojdou stěnou krevních vlásečnic (např. tuky z trávicí soustavy).

### Mízní cévy
Mízní cévy vznikají spojováním mízních vlásečnic. Stavbou se podobají žílám, ve stěně však mají více svalových vláken a také chlopně usměrňující proudění mízy jsou četnější. Kromě stahů mízních cév uvádějí mízu do pohybu také stahy svalů končetin a podtlak vzniklý při vyústění hlavních mízních kmenů do žil.
Mízní cévy procházejí mízními uzlinami (nodi lymphatici). Uzliny mají velký význam při ochraně organismu před cizorodými látkami (imunita). Dochází zde k filtraci mízy a vznikají tu lymfocyty (druh bílých krvinek).

### Mízní kmeny
Mízní kmeny vznikají spojením mízních cév. Stavbou se podobají žílám. Hlavní mízní kmeny jsou hrudní mízovod (ductus thoracicus) a pravostranný kmen mízní (ductus lymphaticus dexter). Oba dva ústí do žil v blízkosti srdce. 

## Onemocnění krevních cév
- ateroskleroza
- hypertenze (vysoký krevní tlak)
- hypotenze (nízký krevní tlak)
- aneuryzma
- chronická žilní nedostatečnost a křečové žíly
- plicní embolie
- cévní mozková příhoda